# جنب البحر
جنب البحر هو فيلم تلفزي مغربي من إخراج مراد الخودي سنة 2015، وبطولة كل من سعيدة باعدي، رشيد الوالي، عمر السيد، عبد القادر عيزون، عادل أبا تراب، وآخرون.

## القصة
يحكي الفيلم قصة «أمي السعدية»، عاملة نظافة في قاعة سينمائية، وأم شجاعة فقدت طفليها بسبب الهجرة السرية، واختفى ابنها الثالث لنفس الهدف، لتنطلق السعدية في البحث عن ابنها في مدينة الدار البيضاء الشاسعة.

## جوائز
فازت سعيدة باعدي بجائزة أحسن تشخيص نسائي في الدورة الخامسة لمهرجان مكناس للدراما التلفزية. كما نال الفيلم ذاته جائزة أحسن سيناريو.